# 奥勒·吕克布罗特
奥勒·吕克布罗特（德語：Ole Rückbrodt，1983年5月17日—），德国男子赛艇运动员。他曾代表德国参加世界赛艇锦标赛，获得一枚金牌和一枚银牌，均来自轻量级项目。